# Acalypha zeyheri
Acalypha zeyheri é uma espécie de flor do gênero Acalypha, pertencente à família Euphorbiaceae.